# Алуму-тесу
Алуму-тесу (Alumu, Alumu-Akpondu, Alumu-Tesu, Arum-Cesu, Arum-Chessu, Arum-Tesu) — нигеро-конголезский язык, на котором говорят в РМУ Акванга, около округа Вамба штата Насарава в Нигерии.
Алуму-тесу — это 2 диалекта: на алуму говорят в 7 деревнях, а на тесу в 1 деревне. У этих двух диалектов есть только интонационное различие.